# Ivo Whitton
Ivo Harrington Whitton (1893 – 1967) was een Australisch golfer. Hij was sinds 1931 de enige speler die het Australian Open vijf keer had gewonnen toen Gary Player het in 1970 voor een zesde keer won.
Whitton had Tasmanische ouders maar werd zelf geboren in Moonee Ponds, Victoria. Hij was al veertien jaar toen hij met golf begon. Een jaar later werd hij lid van op de Caulfield Golf Club (nu Metropolitan Golf Club), waar zijn vader ook speelde. Hij werd drie keer clubkampioen. In 1911 ging hij werken bij A. R. Lempriere, een handelaar in wol en in 1913 winnaar van het Australisch Amateur. Tussen de hoogseizoenen door kreeg hij veel tijd om golf te spelen. Nadat hij in 1912 het Australisch Open had gewonnen op de Royal Melbourne Golf Club mocht hij daar lid worden.
In 1912 en 1914 deed hij in Engeland mee aan het Brits Amateur. Enkele maanden later brak de oorlog uit. Toen hij voor de Australian Imperial Force werd afgekeurd ging hij weer naar Engeland, ditmaal om te vechten bij de Royal Garrison Artillery. Hij vocht in Bulgarije en Griekenland. In Salonica liep hij malaria op, waarna hij naar huis gestuurd werd.

## Na de oorlog
In de periode 1920-1936 werd hij negen keer clubkampioen op Royal Melbourne.
In 1926 ging hij werken voor A. G. Spalding & Bros, waar hij later directeur werd. Hij zat in diverse golf-besturen en werd in 1951 naar Engeland gestuurd om daar te bespreken hoe de golfregels op de diverse continenten gelijk gemaakt konden worden. Hij zat ook in de regelcommissie van de R&A.
In 1920 trouwde hij met Evelyn Jessie Jennings, ze kregen drie kinderen. Die leefden allen nog toen hij in 1967 overleed. Hij werd in het Cheltenham Memorial Park in Melbourne begraven.

## Eerbetoon
- 1920: Helms Award, als Atleet van het Jaar
- 1960: Ivo Whitton Trophy, opgericht door de Victorian Golf Association. Het was niet een eemdaags toernooi maar een verzameling van uitslagen van toernooien die van tevoren vastgesteld werden. De eerste winnaar won de trofee daarna nog tien keer.
- Ivo Whitton Cup: zijn eigen club, de Royal Melbourne, stelde een Cup ter beschikking voor een toernooi te zijner gedachtenis.
- 1985: Australische Hall of Fame

## Gewonnen
- 1912: Australian Open, Riversdale Trophy
- 1913: Australian Open. Riversdale Trophy
- 1919: Victorian Amateur
- 1920: Victorian Amateur
- 1922: Australian Amateur, Victorian Amateur
- 1923: Australian Amateur, Victorian Amateur, Queensland Amateur
- 1924: Victorian Amateur
- 1925: Riversdale Trophy
- 1926: Australian Open, Riversdale Trophy
- 1928: Queensland Open
- 1929: Australian Open, New South Wales Amateur
- 1931: Australian Open